# Скотленд (Індіана)
Скотленд (англ. Scotland) — переписна місцевість (CDP) в США, в окрузі Ґрін штату Індіана. Населення — 98 осіб (2020).

## Географія
Скотленд розташований за координатами 38°54′33″ пн. ш. 86°54′17″ зх. д. / 38.90917° пн. ш. 86.90472° зх. д. (38.909139, -86.904750).  За даними Бюро перепису населення США в 2010 році переписна місцевість мала площу 1,49 км², уся площа — суходіл.

## Демографія
Згідно з переписом 2010 року, у переписній місцевості мешкали 134 особи в 55 домогосподарствах у складі 37 родин. Густота населення становила 90 осіб/км².  Було 62 помешкання (42/км²).
Расовий склад населення:
| - 99,3 % — білих - 0,7 % — азіатів |

До двох чи більше рас належало 0,0 %. Частка іспаномовних становила 2,2 % від усіх жителів.
За віковим діапазоном населення розподілялося таким чином: 25,4 % — особи молодші 18 років, 58,2 % — особи у віці 18—64 років, 16,4 % — особи у віці 65 років та старші. Медіана віку мешканця становила 43,0 року. На 100 осіб жіночої статі у переписній місцевості припадало 94,2 чоловіків;  на 100 жінок у віці від 18 років та старших — 92,3 чоловіків також старших 18 років.
Цивільне працевлаштоване населення становило 55 осіб. Основні галузі зайнятості: публічна адміністрація — 36,4 %, науковці, спеціалісти, менеджери — 32,7 %, виробництво — 30,9 %.